# 臺中州立農事試驗場

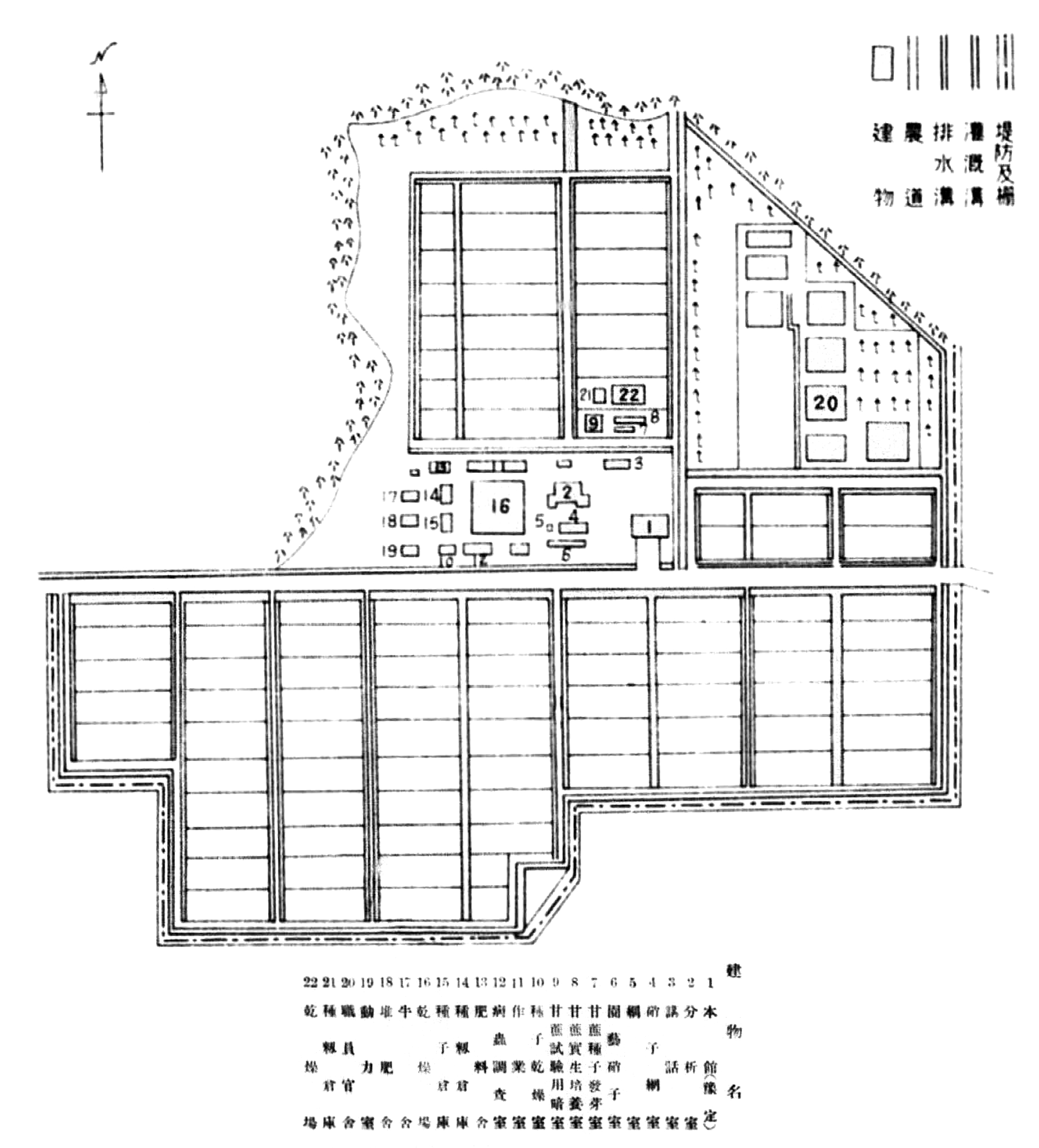
臺中州立農事試驗場平面圖

臺中州立農事試驗場，簡稱臺中農試場，為臺灣日治時期臺中州的農業試作改良機關，原位於臺中公園北側，1930年遷至臺中市後壠子（位今臺中市西區），其可追溯自1904年創立的臺中廳農會農場。臺中農試場主要從事稻米及其他蔬菜改良，在員林街另設有柑橘試驗園。戰後作為臺中區農業改良場，地址向上路1段27號，範圍含今財政部中區國稅局一帶，直至1984年遷至彰化縣大村鄉，後來更名為農委會臺中區農業改良場。

## 沿革
臺中廳農會農場
臺中州立農事試驗場源自1904年創立的「臺中廳農會附屬農場」，初位於藍興堡臺中街的臺中車站後方。1909年10月，彰化廳農會併入臺中廳農會，同時接收了彰化農會的農場。後來由於土地不足，開始計畫將農場遷往別處，1911年12月，開始整理臺中公園北側原為官有廢墓地的土地（臺中一中南側），並建築相關舍房；1912年3月，新農場竣工後，原農場就廢止了，並增加林業苗圃、蠶業、家畜、家禽類的飼養。1915年，在北屯庄開始水稻育種事業。1917年，改稱為臺中廳農會試驗場。1917年至1920年間，磯永吉就任臺灣總督府農事試驗場期間，曾任臺中廳農會試驗場技師。1920年9月，臺灣行政區劃改制為五州三廳，臺中廳與南投廳合併為臺中州，兩者所屬農會也合併為臺中州農會。
臺中州立農事試驗場
1924年，農會試驗場移交給臺中州，改稱為「臺中州立農事試驗場」。1929年4月，農試場的畜產部轉由臺中州農會經營。1930年開始，將農業試驗事務移轉至當時臺中市區西端的後壠子，1931年7月移轉完畢，原臺中公園北側土地則開發為臺中市市營住宅。

## 歷任場長
- 三輪幸助：1924年至1926年
- 末永仁：1926年至1939年
- 林四郎：1939年至1945年

## 改良品種
稻米
- 臺中第1至18號
- 臺中特1、2、6號
- 臺中11、36、65號
- 臺中糯35、46號

蔬菜
- 花椰菜臺中2號
- 蔥臺中4號
- 球莖甘藍菜臺中1、2號

## 其他
1902年8月，臺灣總督府殖產局在臺北、臺中、臺南三處設置農事試驗場，臺中農事試驗場位於原臺灣省城的南門附近，曾栽種罌粟供專賣局提煉成鴉片；1903年11月，三處農事試驗場合併為臺灣總督府農事試驗場，為臺灣總督府農業試驗所的前身。原臺中農事試驗場土地則移交給臺中廳和臨時臺灣糖務局。